# Kriegerdenkmal Schneidlingen

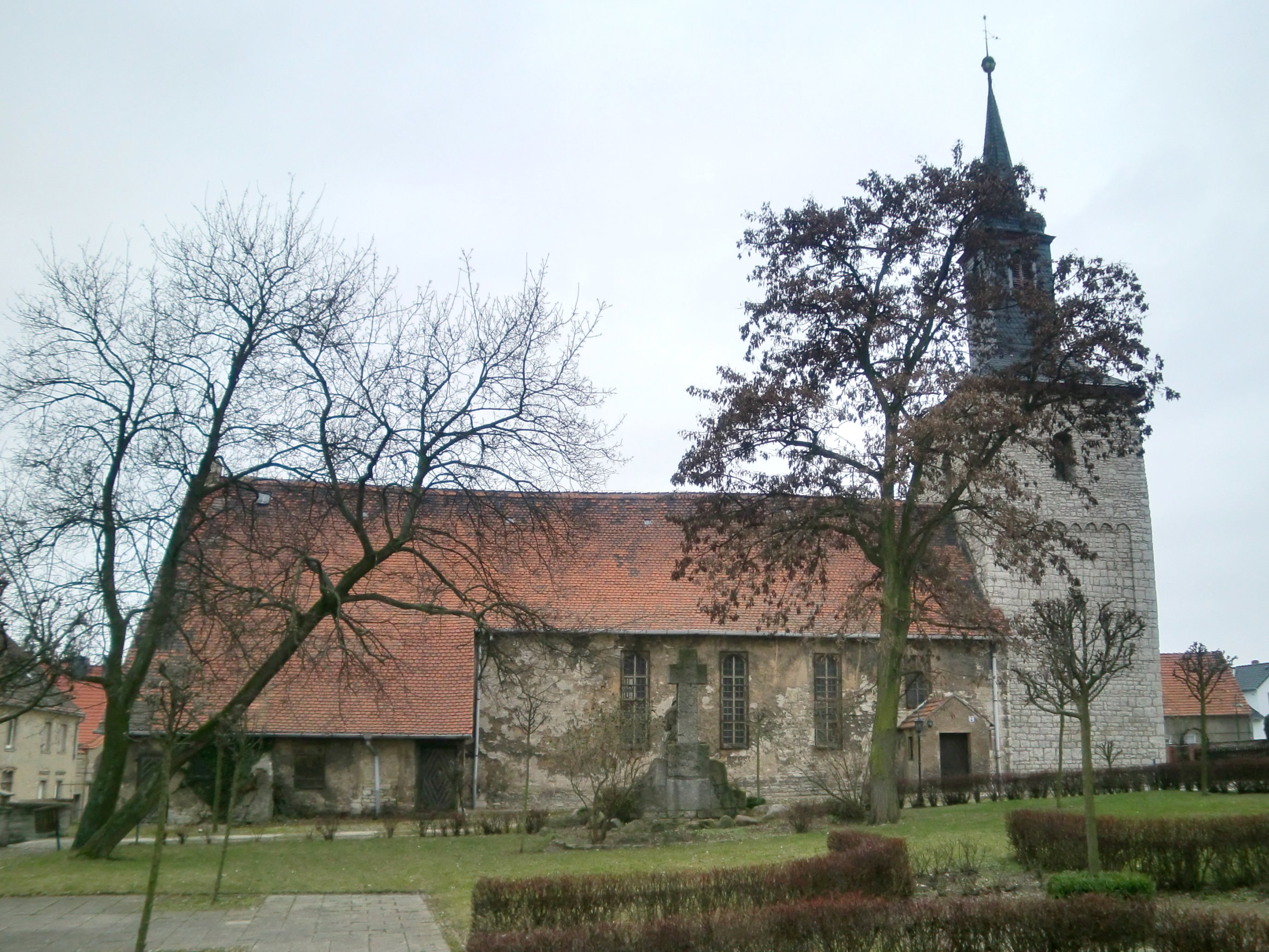
Kriegerdenkmal vor Sankt-Sixti-Kirche

Das Kriegerdenkmal Schneidlingen ist ein denkmalgeschütztes Kriegerdenkmal in der Ortschaft Schneidlingen der Stadt Hecklingen in Sachsen-Anhalt. Im örtlichen Denkmalverzeichnis ist das Kriegerdenkmal unter der Erfassungsnummer 094 90196 als Kleindenkmal verzeichnet.
Bei dem Kriegerdenkmal Schneidlingen handelt es sich um eine Gedenkstätte für die Gefallenen des Ersten und Zweiten Weltkriegs. Das Kriegerdenkmal besteht aus einem steinernen Kreuz auf einem Sockel. Vor dem steinernen Kreuz befindet sich ein Soldat. Am Sockel sind zwei Gedenktafeln mit den Namen der Gefallenen angebracht. Um den Sockel mit dem Kreuz befinden sich mehrere kleine Findlinge. Die Inschriften auf den Gedenktafeln lauten: IM WELTKRIEGE starben für das VATERLAND aus der Gemeinde Schneidlingen und Den Opfern des 2. Weltkrieges zum steten Gedenken. Das Kriegerdenkmal steht nördlich der Sankt-Sixti-Kirche in Schneidlingen.

## Quelle
- Gefallenendenkmal Schneidlingen Online, abgerufen am 1. August 2017.